# Рух лібералів
Рух лібералів (лит. Liberalų sąjūdis, LR) — литовська консервативно-ліберальна політична партія, заснована в 2006 році.

## Історія

### Заснування, участь в уряді та зростання (2006–2016)
Партія була заснована членами, які вийшли із партії Союз лібералів і центру.
На виборах до парламенту у 2008 році, перших виборах, в яких брала участь партія, вона отримала 11 місць в Сеймі і 5,72% голосів виборців. У 2012 партія була частиною урядової коаліції, до якої входили також Союз Вітчизни — Литовські християнські демократи та Партія національного відродження, яка складалась з 72 зі 141 депутатів в Сеймі, на чолі з Андрюсом Кубілюсом.
Лише за місяць до муніципальних виборів 2011 року партія почала називати себе «правими з раціональним мисленням», що збільшило шанси перемогти Союз лібералів і центру та Союз Вітчизни. Підтримка партії почала зростати. На виборах до Європейського парламенту 2014 року та муніципальних виборах 2015 року партія отримала 16,55 і 15,49 відсотка голосів відповідно. Це зростання відбулося в основному завдяки результатам Союз лібералів і центру та Союзу свободи (Ліберали), які отримали 1,48 і 4,91 відсотка голосів на виборах 2014 і 2015 років відповідно. Це зростання також приписували виборцям, які раніше не визначилися, або виборцям інших партій (Союз Вітчизни, Порядок і справедливість, Партія праці).

### Корупційний скандал, занепад, внутрішні розбіжності та вдруге входження в уряд (з 2016 року)
Після того, як лідер партії Еліґіюс Масюліс нібито отримав хабар у розмірі 106 тис. євро, 13 травня 2016 року Антанас Гуога тимчасово обійняв його посаду. Він був головою лише чотири дні, перш ніж піти у відставку. Через місяць мер Вільнюса Реміґіюс Шимашюс був обраний головою партії.
Справа про корупцію Еліґіюса Масюліса все ще триває. Він стверджує, що ці гроші були позикою, яку він отримав від місцевого бізнесмена. Партія заперечує будь-який зв'язок з вилученими грошима.
Головування Шимашюса тривало недовго, і у 2017 році новим головою було обрано Еуґеніюса Ґентвіласа.
Під час підготовки до муніципальних виборів 2019 року кілька районних комітетів (зокрема у Вільнюсі, Клайпеді та Варені) вирішили сформувати громадські виборчі комітети. Правління Руху лібералів скасувало рішення районних комітетів. Натомість районні комітети керівників округів Вільнюса, Клайпеди та Варени (Аушріне Армонайте, Вітаутаса Грубляускаса та Альґіса Кашети відповідно) покинули свої посади або взагалі вийшли з партії.
Один із таких громадських виборчих комітетів – «За Вільнюс, яким ми пишаємося!», влітку 2019 року ліг в основу нової партії – Партії свободи. Вищезазначені громадські виборчі комітети (поряд з одним у місті Електренай) також приєдналися до нової партії.
З іншого боку, громадський виборчий комітет «За зміни в районі Пагегяй» перед парламентськими виборами 2020 року приєднався до Литовського союзу фермерів і зелених, тоді як більшість членів «Порядку і справедливості» (партія, яка саморозпустилася у 2020 році) у тій самій області стали членами Руху лібералів.
На парламентських виборах 2020 року партії вдалося набрати сім відсотків голосів. Пізніше вона приєдналася до коаліції з Союзом Вітчизни та Партією свободи. У 2022 році партія змінила назву (прибрана згадка Литовської Республіки) та логотип.

## Результати виборів

### Вибори до Cейму
| Вибори | Голосів | %        | Місць    | +/– | Уряд     |
| ------ | ------- | -------- | -------- | --- | -------- |
| 2008   | 70,862  | 5.7 (#6) | 11 / 141 | ▲11 | Коаліція |
| 2012   | 117,476 | 9.0 (#4) | 10 / 141 | ▼1  | Опозиція |
| 2016   | 115,361 | 9.5 (#4) | 14 / 141 | ▲4  | Опозиція |
| 2020   | 79,755  | 7.0 (#6) | 13 / 141 | ▼1  | Коаліція |

1. ↑  Голоси пропорційного представництва

### Вибори до Європарламенту
| Вибори | Голосів | %         | Місць  | +/– |
| ------ | ------- | --------- | ------ | --- |
| 2009   | 40,502  | 7.4 (#6)  | 1 / 12 | ▲1  |
| 2014   | 189,373 | 16.6 (#3) | 2 / 11 | ▲1  |
| 2019   | 83,083  | 6.6 (#5)  | 1 / 11 | ▼1  |